# 圣雷米德绍德赛格
圣雷米德绍德赛格（法語：Saint-Rémy-de-Chaudes-Aigues，法語發音：[sɛ̃ ʁemi də ʃod.z‿ɛɡ]，意为“绍德赛格的圣雷米”）是法国康塔尔省的一个市镇，属于圣弗卢尔区。

## 地理
圣雷米德绍德赛格（44°46'31"N, 3°1'51"E）面积14.87 平方千米，位于法国奥弗涅-罗讷-阿尔卑斯大区康塔爾省，该省份为法国中南部省份，位于法國中央高原中心，北起科雷兹省、上盧瓦爾省和多姆山省，西接洛特省和科雷兹省，南至阿韦龙省和洛特省，东临上盧瓦爾省和洛泽尔省。
与圣雷米德绍德赛格接壤的市镇（或旧市镇、城区）包括：昂泰里约、德韦尔日、雅布兰、圣于尔西兹、布里永、绍沙耶、格朗瓦勒。

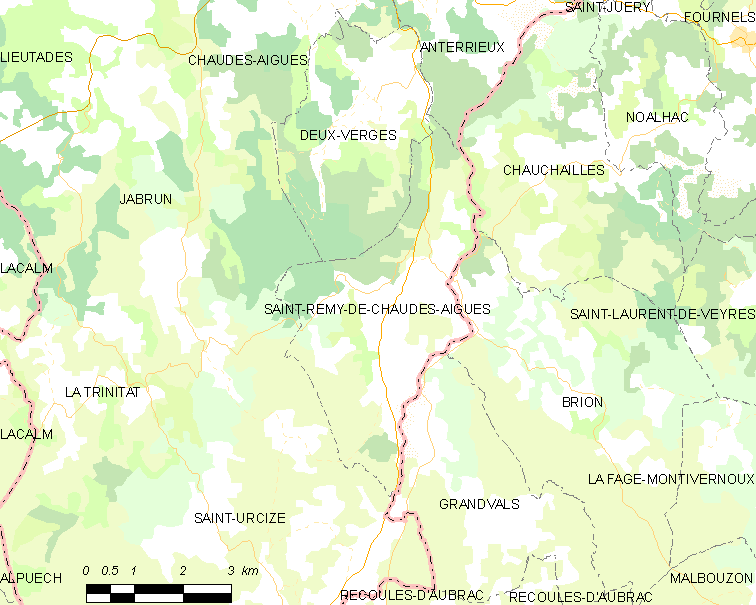
圣雷米德绍德赛格的OSM定位图

圣雷米德绍德赛格的时区为UTC+01:00、UTC+02:00（夏令时）。

## 行政
圣雷米德绍德赛格的邮政编码为15110，INSEE市镇编码为15209。

## 政治
圣雷米德绍德赛格所属的省级选区为特吕耶尔河畔讷韦格利斯县。

## 人口

1962-2008年间圣雷米德绍德赛格人口变化图示

圣雷米德绍德赛格于2022年1月1日时的人口数量为121人。